# Diagnostic du paludisme
Pour un article plus général, voir Paludisme.
Le diagnostic du paludisme est la démarche de raisonnement qui permet d'évoquer et de suspecter le paludisme par l'interrogatoire et l'examen du patient (diagnostic clinique) et de le confirmer par des examens de laboratoire (diagnostic biologique).
Le diagnostic du paludisme est une urgence : c'est un diagnostic à envisager en premier, en raison de sa grande fréquence et d'un risque mortel d'évolution rapide vers une forme grave.

## Diagnostic clinique

### Pays développés
Toute fièvre justifie la recherche d'antécédents de voyage ; et au retour d'une zone d'endémie palustre, toute fièvre ou histoire de fièvre est un paludisme jusqu'à la preuve du contraire, en raison du risque d'évolution rapide vers une forme grave. En France, cela concerne principalement les voyageurs migrants au retour d'Afrique subsaharienne, même en cas de chimioprophylaxie (souvent mal prise) ou d'un traitement sur place.
Les pièges classiques retardant le diagnostic de paludisme sont la gastro-entérite fébrile, surtout chez l'enfant ; un syndrome grippal en hiver ; l'absence de fièvre (traitement symptomatique inadapté) ; un tableau d'infection urinaire ; un tableau de dengue.
La suspicion de paludisme implique, en urgence, un diagnostic biologique de confirmation.

### Pays en développement

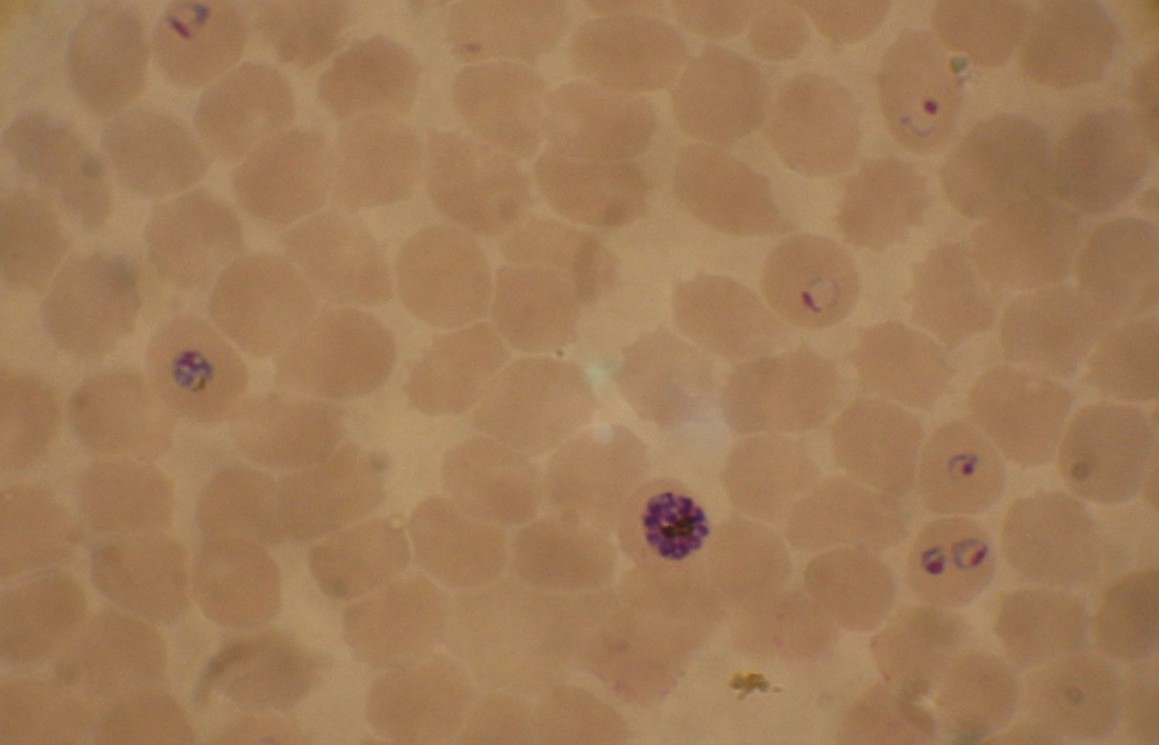
Frottis sanguin d'une culture de P. falciparum (K1). Plusieurs globules rouges comprennent des anneaux. Vers le centre, une schizonte est visible, et un trophozoïte à gauche.

Dans de nombreux endroits, même un simple diagnostic en laboratoire n'est pas possible et l'interrogatoire d'un patient fébrile est utilisé comme indication pour poursuivre un traitement antipaludique ou non. Mais cette méthode n'est pas la plus efficace : au Malawi, l'utilisation de frottis sanguins colorés par Giemsa a montré que les traitements antipaludiques inutiles ont diminué quand les indicateurs cliniques (température rectale, pâleur du lit des ongles, splénomégalie) ont été utilisés plutôt que l'histoire rapportée d'une fièvre (la sensibilité s'est accrue de 21 à 41 %).
Le paludisme concernant les enfants est trop souvent mal diagnostiqué (mauvaise anamnèse, mauvaise utilisation des tests de diagnostic rapide) par les soignants de première ligne (membres de la communauté ayant reçu une formation de base leur permettant de prodiguer les soins élémentaires en l'absence de personnel médical qualifié) ; de même il est mal évalué, ce qui se traduit par un traitement inadapté ou insuffisant, empêchant ainsi un traitement efficace.

## Diagnostic biologique
Le diagnostic du paludisme repose sur la mise en évidence du parasite dans le sang. Il s'agit d'un diagnostic d'urgence qui doit être fait dans les deux heures qui suivent le prélèvement sanguin.

### Examen sanguin au microscope (frottis-goutte épaisse)

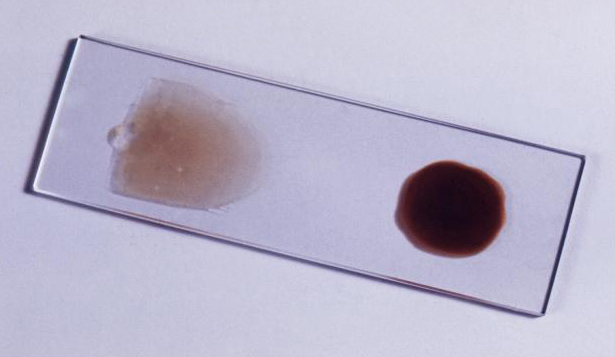
Plaquette de verre, avec une goutte fine (frottis) et une goutte épaisse de sang, prête à être examinée au microscope.

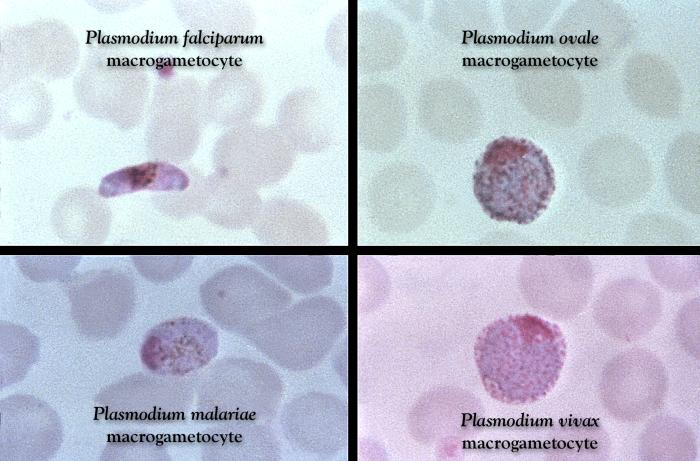
Macrogamétocytes (gamétocytes femelles) identifiés par goutte fine.

La méthode de diagnostic la moins chère (entre 0,40 et 0,70$US par lame), la plus fiable et la plus répandue est l'examen au microscope optique d'un frottis sanguin et d'une goutte épaisse de sang.
Le frottis permet d'identifier les caractéristiques uniques de chacune des quatre espèces du parasite d'Homo sapiens car l'aspect du parasite est mieux conservé avec ce prélèvement. La goutte de sang épaisse permet de parcourir un volume sanguin plus large pour faire le diagnostic et de ne pas passer à côté de Plasmodium. Ces examens sont à réaliser par un biologiste qualifié et averti.
Les renseignements attendus sont :
- le diagnostic positif de paludisme (présence de Plasmodium) ;
- le diagnostic d'espèce (présence de P. falciparum ou d'une autre espèce), pour la gravité potentielle ;
- la parasitémie (pourcentage d'hématies parasitées, ou nombre de parasites par μL de sang), utile pour la surveillance du traitement.

La valeur prédictive négative des deux méthodes associées (frottis et goutte épaisse) n'est pas de 100 %. Un examen négatif doit être renouvelé dans les 12 à 24 heures, si la suspicion clinique persiste.

### Tests de diagnostic rapide
Lorsqu'un microscope n'est pas disponible, il est possible d'utiliser des tests de détection rapide d'antigènes, qui n'ont besoin que d'une goutte de sang, et qui ne nécessitent pas d'expertise particulière.
Ces tests immunochromatographiques (également appelés tests de diagnostic rapide du paludisme ou TDR) peuvent se présenter sous la forme d'une bandelette réactive ou d'un « dipstick ». Les premiers tests rapides utilisaient le glutamate déshydrogénase (GluDH) de P. falciparum comme antigène cible (pGluDH) mais ils ont été remplacés par ceux utilisant le lactate déshydrogénase (LDH) de P. falciparum (pfLDH), et le HRP2 (pour Histidin Rich Protein 2).
La sensibilité des tests utilisés (200 produits disponibles sur le marché) est supérieure à 95 % lorsque la parasitémie est supérieure à 100 par μL de sang, et de 70 % pour les parasitémies plus faibles, et encore moins pour P. ovale. Leur spécificité est de 90 à 95 %.
Dans les pays développés, ces tests rapides sont associés au frottis-goutte épaisse.

### Biologie moléculaire
Cette méthode repose sur la détection des acides nucléiques des parasites par réaction en chaîne par polymérase (PCR), une technique plus sensible et plus spécifique que la microscopie. Elle permet la détection de parasitémies très faibles, et l'identification précise des espèces de plasmodium (dont la distinction P. Knowlesi et P. malariae).
Dans les pays les plus avancés, la PCR tend à devenir la méthode de référence pour le diagnostic de recours (situation de difficultés diagnostiques). Des méthodes d'analyse plus rapides, comme la PCR en temps réel, avec obtention de résultats en moins d'une heure, sont disponibles dans des laboratoires de référence, et pourraient être compatibles avec un diagnostic d'urgence ou de routine,.

### Bilan de gravité
Le bilan biologique standard permet d'évaluer un niveau de gravité, et d'aider au diagnostic différentiel : en particulier l'hémogramme, la protéine C-réactive, ionogramme, signes biologiques d'hémolyse, de souffrance hépatique ou rénale. La prise de sang peut-être utilisée pour le dépistage d'autres infections, notamment virales, selon le contexte et en fonction des recommandations.
Une co-infection avec le paludisme est toujours possible, mais la recherche du paludisme est prioritaire, étant donné sa plus grande fréquence et sa gravité immédiate potentielle,.